# Коносу
Коносу (јап. 鴻巣市) град је у Јапану у префектури Саитама. Према попису становништва из 2005. у граду је живело 119.594 становника.

## Становништво
Према подацима са пописа, у граду је 2005. године живело 119.594 становника.
| 1995.   | 2000.   | 2005.   |
| ------- | ------- | ------- |
| 116.421 | 120.271 | 119.594 |